# هارولد ستانلي (لاعب كرة قدم أسترالية)
هارولد ستانلي (بالإنجليزية: Harold Stanley)‏ هو لاعب كرة قدم أسترالية أسترالي، ولد في 4 أغسطس 1883، وتوفي في 25 سبتمبر 1945.

## وصلات خارجية
- هارولد ستانلي على موقع AustralianFootball.com (الإنجليزية)
- هارولد ستانلي على موقع AFLtables.com (الإنجليزية)